# Drzewo genealogiczne Opalińskich herbu Łodzia
|                                                                   |                                                                   |                                                                   |                                                                   |                                                                   |                                                                   |  |  |                                                |                                                |                                                |                                                |                                                |                                                |  |  | Piotr Opaliński -1551 Jadwiga Tęczyńska  | Piotr Opaliński -1551 Jadwiga Tęczyńska  | Piotr Opaliński -1551 Jadwiga Tęczyńska  | Piotr Opaliński -1551 Jadwiga Tęczyńska  | Piotr Opaliński -1551 Jadwiga Tęczyńska  | Piotr Opaliński -1551 Jadwiga Tęczyńska  |  |  |                                                   |                                                   |                                                   |                                                   |                                                   |                                                   |  |  | Zofia Jadwiga Opalińska                                                  | Zofia Jadwiga Opalińska                                                  | Zofia Jadwiga Opalińska                                                  | Zofia Jadwiga Opalińska                                                  | Zofia Jadwiga Opalińska                                                  | Zofia Jadwiga Opalińska                                                  |  |  | Elżbieta Opalińska                        | Elżbieta Opalińska                        | Elżbieta Opalińska                        | Elżbieta Opalińska                        | Elżbieta Opalińska                        | Elżbieta Opalińska                        |  |  |  |  | Katarzyna Opalińska                              | Katarzyna Opalińska                              | Katarzyna Opalińska                              | Katarzyna Opalińska                              | Katarzyna Opalińska                              | Katarzyna Opalińska                              |  |  |                                                      |                                                      |                                                      |                                                      |                                                      |                                                      |  |  |                                                     |                                                     |                                                     |                                                     |                                                     |                                                     |  |  |  |  |
|                                                                   |                                                                   |                                                                   |                                                                   |                                                                   |                                                                   |  |  |                                                |                                                |                                                |                                                |                                                |                                                |  |  | Piotr Opaliński -1551 Jadwiga Tęczyńska  | Piotr Opaliński -1551 Jadwiga Tęczyńska  | Piotr Opaliński -1551 Jadwiga Tęczyńska  | Piotr Opaliński -1551 Jadwiga Tęczyńska  | Piotr Opaliński -1551 Jadwiga Tęczyńska  | Piotr Opaliński -1551 Jadwiga Tęczyńska  |  |  |                                                   |                                                   |                                                   |                                                   |                                                   |                                                   |  |  | Zofia Jadwiga Opalińska                                                  | Zofia Jadwiga Opalińska                                                  | Zofia Jadwiga Opalińska                                                  | Zofia Jadwiga Opalińska                                                  | Zofia Jadwiga Opalińska                                                  | Zofia Jadwiga Opalińska                                                  |  |  | Elżbieta Opalińska                        | Elżbieta Opalińska                        | Elżbieta Opalińska                        | Elżbieta Opalińska                        | Elżbieta Opalińska                        | Elżbieta Opalińska                        |  |  |  |  | Katarzyna Opalińska                              | Katarzyna Opalińska                              | Katarzyna Opalińska                              | Katarzyna Opalińska                              | Katarzyna Opalińska                              | Katarzyna Opalińska                              |  |  |                                                      |                                                      |                                                      |                                                      |                                                      |                                                      |  |  |                                                     |                                                     |                                                     |                                                     |                                                     |                                                     |  |  |  |  |
|                                                                   |                                                                   |                                                                   |                                                                   |                                                                   |                                                                   |  |  |                                                |                                                |                                                |                                                |                                                |                                                |  |  |                                          |                                          |                                          |                                          |                                          |                                          |  |  |                                                   |                                                   |                                                   |                                                   |                                                   |                                                   |  |  |                                                                          |                                                                          |                                                                          |                                                                          |                                                                          |                                                                          |  |  |                                           |                                           |                                           |                                           |                                           |                                           |  |  |  |  |                                                  |                                                  |                                                  |                                                  |                                                  |                                                  |  |  |                                                      |                                                      |                                                      |                                                      |                                                      |                                                      |  |  |                                                     |                                                     |                                                     |                                                     |                                                     |                                                     |  |  |  |  |
|                                                                   |                                                                   |                                                                   |                                                                   |                                                                   |                                                                   |  |  |                                                |                                                |                                                |                                                |                                                |                                                |  |  | Łukasz Opaliński -1530                   | Łukasz Opaliński -1530                   | Łukasz Opaliński -1530                   | Łukasz Opaliński -1530                   | Łukasz Opaliński -1530                   | Łukasz Opaliński -1530                   |  |  |                                                   |                                                   |                                                   |                                                   |                                                   |                                                   |  |  |                                                                          |                                                                          |                                                                          |                                                                          |                                                                          |                                                                          |  |  | Katarzyna Opalińska                       | Katarzyna Opalińska                       | Katarzyna Opalińska                       | Katarzyna Opalińska                       | Katarzyna Opalińska                       | Katarzyna Opalińska                       |  |  |  |  |                                                  |                                                  |                                                  |                                                  |                                                  |                                                  |  |  |                                                      |                                                      |                                                      |                                                      |                                                      |                                                      |  |  |                                                     |                                                     |                                                     |                                                     |                                                     |                                                     |  |  |  |  |
|                                                                   |                                                                   |                                                                   |                                                                   |                                                                   |                                                                   |  |  |                                                |                                                |                                                |                                                |                                                |                                                |  |  | Łukasz Opaliński -1530                   | Łukasz Opaliński -1530                   | Łukasz Opaliński -1530                   | Łukasz Opaliński -1530                   | Łukasz Opaliński -1530                   | Łukasz Opaliński -1530                   |  |  |                                                   |                                                   |                                                   |                                                   |                                                   |                                                   |  |  |                                                                          |                                                                          |                                                                          |                                                                          |                                                                          |                                                                          |  |  | Katarzyna Opalińska                       | Katarzyna Opalińska                       | Katarzyna Opalińska                       | Katarzyna Opalińska                       | Katarzyna Opalińska                       | Katarzyna Opalińska                       |  |  |  |  |                                                  |                                                  |                                                  |                                                  |                                                  |                                                  |  |  |                                                      |                                                      |                                                      |                                                      |                                                      |                                                      |  |  |                                                     |                                                     |                                                     |                                                     |                                                     |                                                     |  |  |  |  |
|                                                                   |                                                                   |                                                                   |                                                                   |                                                                   |                                                                   |  |  |                                                |                                                |                                                |                                                |                                                |                                                |  |  |                                          |                                          |                                          |                                          |                                          |                                          |  |  |                                                   |                                                   |                                                   |                                                   |                                                   |                                                   |  |  | Piotr Opaliński                                                          |                                                                          |                                                                          |                                                                          |                                                                          |                                                                          |  |  |                                           |                                           |                                           |                                           |                                           |                                           |  |  |  |  |                                                  |                                                  |                                                  |                                                  |                                                  |                                                  |  |  |                                                      |                                                      |                                                      |                                                      |                                                      |                                                      |  |  |                                                     |                                                     |                                                     |                                                     |                                                     |                                                     |  |  |  |  |
|                                                                   |                                                                   |                                                                   |                                                                   |                                                                   |                                                                   |  |  |                                                |                                                |                                                |                                                |                                                |                                                |  |  |                                          |                                          |                                          |                                          |                                          |                                          |  |  |                                                   |                                                   |                                                   |                                                   |                                                   |                                                   |  |  |                                                                          |                                                                          |                                                                          |                                                                          |                                                                          |                                                                          |  |  |                                           |                                           |                                           |                                           |                                           |                                           |  |  |  |  |                                                  |                                                  |                                                  |                                                  |                                                  |                                                  |  |  |                                                      |                                                      |                                                      |                                                      |                                                      |                                                      |  |  |                                                     |                                                     |                                                     |                                                     |                                                     |                                                     |  |  |  |  |
|                                                                   |                                                                   |                                                                   |                                                                   |                                                                   |                                                                   |  |  |                                                |                                                |                                                |                                                |                                                |                                                |  |  | Sebastian Opaliński -1538                | Sebastian Opaliński -1538                | Sebastian Opaliński -1538                | Sebastian Opaliński -1538                | Sebastian Opaliński -1538                | Sebastian Opaliński -1538                |  |  |                                                   |                                                   |                                                   |                                                   |                                                   |                                                   |  |  |                                                                          |                                                                          |                                                                          |                                                                          |                                                                          |                                                                          |  |  | Andrzej Opaliński                         | Andrzej Opaliński                         | Andrzej Opaliński                         | Andrzej Opaliński                         | Andrzej Opaliński                         | Andrzej Opaliński                         |  |  |  |  | Anna Opalińska                                   | Anna Opalińska                                   | Anna Opalińska                                   | Anna Opalińska                                   | Anna Opalińska                                   | Anna Opalińska                                   |  |  |                                                      |                                                      |                                                      |                                                      |                                                      |                                                      |  |  |                                                     |                                                     |                                                     |                                                     |                                                     |                                                     |  |  |  |  |
|                                                                   |                                                                   |                                                                   |                                                                   |                                                                   |                                                                   |  |  |                                                |                                                |                                                |                                                |                                                |                                                |  |  | Sebastian Opaliński -1538                | Sebastian Opaliński -1538                | Sebastian Opaliński -1538                | Sebastian Opaliński -1538                | Sebastian Opaliński -1538                | Sebastian Opaliński -1538                |  |  |                                                   |                                                   |                                                   |                                                   |                                                   |                                                   |  |  |                                                                          |                                                                          |                                                                          |                                                                          |                                                                          |                                                                          |  |  | Andrzej Opaliński                         | Andrzej Opaliński                         | Andrzej Opaliński                         | Andrzej Opaliński                         | Andrzej Opaliński                         | Andrzej Opaliński                         |  |  |  |  | Anna Opalińska                                   | Anna Opalińska                                   | Anna Opalińska                                   | Anna Opalińska                                   | Anna Opalińska                                   | Anna Opalińska                                   |  |  |                                                      |                                                      |                                                      |                                                      |                                                      |                                                      |  |  |                                                     |                                                     |                                                     |                                                     |                                                     |                                                     |  |  |  |  |
|                                                                   |                                                                   |                                                                   |                                                                   |                                                                   |                                                                   |  |  |                                                |                                                |                                                |                                                |                                                |                                                |  |  |                                          |                                          |                                          |                                          |                                          |                                          |  |  | Andrzej Opaliński 1540-1593 Katarzyna Kościelecka | Andrzej Opaliński 1540-1593 Katarzyna Kościelecka | Andrzej Opaliński 1540-1593 Katarzyna Kościelecka | Andrzej Opaliński 1540-1593 Katarzyna Kościelecka | Andrzej Opaliński 1540-1593 Katarzyna Kościelecka | Andrzej Opaliński 1540-1593 Katarzyna Kościelecka |  |  | Gertruda Opalińska                                                       | Gertruda Opalińska                                                       | Gertruda Opalińska                                                       | Gertruda Opalińska                                                       | Gertruda Opalińska                                                       | Gertruda Opalińska                                                       |  |  |                                           |                                           |                                           |                                           |                                           |                                           |  |  |  |  |                                                  |                                                  |                                                  |                                                  |                                                  |                                                  |  |  |                                                      |                                                      |                                                      |                                                      |                                                      |                                                      |  |  |                                                     |                                                     |                                                     |                                                     |                                                     |                                                     |  |  |  |  |
|                                                                   |                                                                   |                                                                   |                                                                   |                                                                   |                                                                   |  |  |                                                |                                                |                                                |                                                |                                                |                                                |  |  |                                          |                                          |                                          |                                          |                                          |                                          |  |  | Andrzej Opaliński 1540-1593 Katarzyna Kościelecka | Andrzej Opaliński 1540-1593 Katarzyna Kościelecka | Andrzej Opaliński 1540-1593 Katarzyna Kościelecka | Andrzej Opaliński 1540-1593 Katarzyna Kościelecka | Andrzej Opaliński 1540-1593 Katarzyna Kościelecka | Andrzej Opaliński 1540-1593 Katarzyna Kościelecka |  |  | Gertruda Opalińska                                                       | Gertruda Opalińska                                                       | Gertruda Opalińska                                                       | Gertruda Opalińska                                                       | Gertruda Opalińska                                                       | Gertruda Opalińska                                                       |  |  |                                           |                                           |                                           |                                           |                                           |                                           |  |  |  |  |                                                  |                                                  |                                                  |                                                  |                                                  |                                                  |  |  |                                                      |                                                      |                                                      |                                                      |                                                      |                                                      |  |  |                                                     |                                                     |                                                     |                                                     |                                                     |                                                     |  |  |  |  |
|                                                                   |                                                                   |                                                                   |                                                                   |                                                                   |                                                                   |  |  | Piotr z Opalenicy -1506                        | Piotr z Opalenicy -1506                        | Piotr z Opalenicy -1506                        | Piotr z Opalenicy -1506                        | Piotr z Opalenicy -1506                        | Piotr z Opalenicy -1506                        |  |  | Jan Opaliński -1547                      | Jan Opaliński -1547                      | Jan Opaliński -1547                      | Jan Opaliński -1547                      | Jan Opaliński -1547                      | Jan Opaliński -1547                      |  |  |                                                   |                                                   |                                                   |                                                   |                                                   |                                                   |  |  |                                                                          |                                                                          |                                                                          |                                                                          |                                                                          |                                                                          |  |  | Jan Piotr Opaliński                       | Jan Piotr Opaliński                       | Jan Piotr Opaliński                       | Jan Piotr Opaliński                       | Jan Piotr Opaliński                       | Jan Piotr Opaliński                       |  |  |  |  | Jan Opaliński                                    | Jan Opaliński                                    | Jan Opaliński                                    | Jan Opaliński                                    | Jan Opaliński                                    | Jan Opaliński                                    |  |  |                                                      |                                                      |                                                      |                                                      |                                                      |                                                      |  |  |                                                     |                                                     |                                                     |                                                     |                                                     |                                                     |  |  |  |  |
|                                                                   |                                                                   |                                                                   |                                                                   |                                                                   |                                                                   |  |  | Piotr z Opalenicy -1506                        | Piotr z Opalenicy -1506                        | Piotr z Opalenicy -1506                        | Piotr z Opalenicy -1506                        | Piotr z Opalenicy -1506                        | Piotr z Opalenicy -1506                        |  |  | Jan Opaliński -1547                      | Jan Opaliński -1547                      | Jan Opaliński -1547                      | Jan Opaliński -1547                      | Jan Opaliński -1547                      | Jan Opaliński -1547                      |  |  |                                                   |                                                   |                                                   |                                                   |                                                   |                                                   |  |  |                                                                          |                                                                          |                                                                          |                                                                          |                                                                          |                                                                          |  |  | Jan Piotr Opaliński                       | Jan Piotr Opaliński                       | Jan Piotr Opaliński                       | Jan Piotr Opaliński                       | Jan Piotr Opaliński                       | Jan Piotr Opaliński                       |  |  |  |  | Jan Opaliński                                    | Jan Opaliński                                    | Jan Opaliński                                    | Jan Opaliński                                    | Jan Opaliński                                    | Jan Opaliński                                    |  |  |                                                      |                                                      |                                                      |                                                      |                                                      |                                                      |  |  |                                                     |                                                     |                                                     |                                                     |                                                     |                                                     |  |  |  |  |
|                                                                   |                                                                   |                                                                   |                                                                   |                                                                   |                                                                   |  |  |                                                |                                                |                                                |                                                |                                                |                                                |  |  |                                          |                                          |                                          |                                          |                                          |                                          |  |  |                                                   |                                                   |                                                   |                                                   |                                                   |                                                   |  |  | Jadwiga Opalińska                                                        |                                                                          |                                                                          |                                                                          |                                                                          |                                                                          |  |  |                                           |                                           |                                           |                                           |                                           |                                           |  |  |  |  |                                                  |                                                  |                                                  |                                                  |                                                  |                                                  |  |  |                                                      |                                                      |                                                      |                                                      |                                                      |                                                      |  |  |                                                     |                                                     |                                                     |                                                     |                                                     |                                                     |  |  |  |  |
|                                                                   |                                                                   |                                                                   |                                                                   |                                                                   |                                                                   |  |  |                                                |                                                |                                                |                                                |                                                |                                                |  |  |                                          |                                          |                                          |                                          |                                          |                                          |  |  |                                                   |                                                   |                                                   |                                                   |                                                   |                                                   |  |  |                                                                          |                                                                          |                                                                          |                                                                          |                                                                          |                                                                          |  |  |                                           |                                           |                                           |                                           |                                           |                                           |  |  |  |  |                                                  |                                                  |                                                  |                                                  |                                                  |                                                  |  |  |                                                      |                                                      |                                                      |                                                      |                                                      |                                                      |  |  |                                                     |                                                     |                                                     |                                                     |                                                     |                                                     |  |  |  |  |
|                                                                   |                                                                   |                                                                   |                                                                   |                                                                   |                                                                   |  |  |                                                |                                                |                                                |                                                |                                                |                                                |  |  | Maciej Opaliński -1541 Jadwiga Lubrańska | Maciej Opaliński -1541 Jadwiga Lubrańska | Maciej Opaliński -1541 Jadwiga Lubrańska | Maciej Opaliński -1541 Jadwiga Lubrańska | Maciej Opaliński -1541 Jadwiga Lubrańska | Maciej Opaliński -1541 Jadwiga Lubrańska |  |  | Katarzyna Opalińska                               | Katarzyna Opalińska                               | Katarzyna Opalińska                               | Katarzyna Opalińska                               | Katarzyna Opalińska                               | Katarzyna Opalińska                               |  |  |                                                                          |                                                                          |                                                                          |                                                                          |                                                                          |                                                                          |  |  |                                           |                                           |                                           |                                           |                                           |                                           |  |  |  |  | Kazimierz Jan Opaliński                          | Kazimierz Jan Opaliński                          | Kazimierz Jan Opaliński                          | Kazimierz Jan Opaliński                          | Kazimierz Jan Opaliński                          | Kazimierz Jan Opaliński                          |  |  |                                                      |                                                      |                                                      |                                                      |                                                      |                                                      |  |  |                                                     |                                                     |                                                     |                                                     |                                                     |                                                     |  |  |  |  |
|                                                                   |                                                                   |                                                                   |                                                                   |                                                                   |                                                                   |  |  |                                                |                                                |                                                |                                                |                                                |                                                |  |  | Maciej Opaliński -1541 Jadwiga Lubrańska | Maciej Opaliński -1541 Jadwiga Lubrańska | Maciej Opaliński -1541 Jadwiga Lubrańska | Maciej Opaliński -1541 Jadwiga Lubrańska | Maciej Opaliński -1541 Jadwiga Lubrańska | Maciej Opaliński -1541 Jadwiga Lubrańska |  |  | Katarzyna Opalińska                               | Katarzyna Opalińska                               | Katarzyna Opalińska                               | Katarzyna Opalińska                               | Katarzyna Opalińska                               | Katarzyna Opalińska                               |  |  |                                                                          |                                                                          |                                                                          |                                                                          |                                                                          |                                                                          |  |  |                                           |                                           |                                           |                                           |                                           |                                           |  |  |  |  | Kazimierz Jan Opaliński                          | Kazimierz Jan Opaliński                          | Kazimierz Jan Opaliński                          | Kazimierz Jan Opaliński                          | Kazimierz Jan Opaliński                          | Kazimierz Jan Opaliński                          |  |  |                                                      |                                                      |                                                      |                                                      |                                                      |                                                      |  |  |                                                     |                                                     |                                                     |                                                     |                                                     |                                                     |  |  |  |  |
|                                                                   |                                                                   |                                                                   |                                                                   |                                                                   |                                                                   |  |  |                                                |                                                |                                                |                                                |                                                |                                                |  |  |                                          |                                          |                                          |                                          |                                          |                                          |  |  |                                                   |                                                   |                                                   |                                                   |                                                   |                                                   |  |  | Andrzej Opaliński 1575–1623                                              | Andrzej Opaliński 1575–1623                                              | Andrzej Opaliński 1575–1623                                              | Andrzej Opaliński 1575–1623                                              | Andrzej Opaliński 1575–1623                                              | Andrzej Opaliński 1575–1623                                              |  |  | Elżbieta Opalińska                        | Elżbieta Opalińska                        | Elżbieta Opalińska                        | Elżbieta Opalińska                        | Elżbieta Opalińska                        | Elżbieta Opalińska                        |  |  |  |  |                                                  |                                                  |                                                  |                                                  |                                                  |                                                  |  |  | Adam Antoni Opaliński                                | Adam Antoni Opaliński                                | Adam Antoni Opaliński                                | Adam Antoni Opaliński                                | Adam Antoni Opaliński                                | Adam Antoni Opaliński                                |  |  |                                                     |                                                     |                                                     |                                                     |                                                     |                                                     |  |  |  |  |
|                                                                   |                                                                   |                                                                   |                                                                   |                                                                   |                                                                   |  |  |                                                |                                                |                                                |                                                |                                                |                                                |  |  |                                          |                                          |                                          |                                          |                                          |                                          |  |  |                                                   |                                                   |                                                   |                                                   |                                                   |                                                   |  |  | Andrzej Opaliński 1575–1623                                              | Andrzej Opaliński 1575–1623                                              | Andrzej Opaliński 1575–1623                                              | Andrzej Opaliński 1575–1623                                              | Andrzej Opaliński 1575–1623                                              | Andrzej Opaliński 1575–1623                                              |  |  | Elżbieta Opalińska                        | Elżbieta Opalińska                        | Elżbieta Opalińska                        | Elżbieta Opalińska                        | Elżbieta Opalińska                        | Elżbieta Opalińska                        |  |  |  |  |                                                  |                                                  |                                                  |                                                  |                                                  |                                                  |  |  | Adam Antoni Opaliński                                | Adam Antoni Opaliński                                | Adam Antoni Opaliński                                | Adam Antoni Opaliński                                | Adam Antoni Opaliński                                | Adam Antoni Opaliński                                |  |  |                                                     |                                                     |                                                     |                                                     |                                                     |                                                     |  |  |  |  |
|                                                                   |                                                                   |                                                                   |                                                                   |                                                                   |                                                                   |  |  |                                                |                                                |                                                |                                                |                                                |                                                |  |  | Katarzyna Opalińska Maciej Czarnkowski   | Katarzyna Opalińska Maciej Czarnkowski   | Katarzyna Opalińska Maciej Czarnkowski   | Katarzyna Opalińska Maciej Czarnkowski   | Katarzyna Opalińska Maciej Czarnkowski   | Katarzyna Opalińska Maciej Czarnkowski   |  |  | Anna Opalińska                                    | Anna Opalińska                                    | Anna Opalińska                                    | Anna Opalińska                                    | Anna Opalińska                                    | Anna Opalińska                                    |  |  |                                                                          |                                                                          |                                                                          |                                                                          |                                                                          |                                                                          |  |  |                                           |                                           |                                           |                                           |                                           |                                           |  |  |  |  | Piotr Opaliński                                  | Piotr Opaliński                                  | Piotr Opaliński                                  | Piotr Opaliński                                  | Piotr Opaliński                                  | Piotr Opaliński                                  |  |  |                                                      |                                                      |                                                      |                                                      |                                                      |                                                      |  |  | Aleksander Opaliński                                | Aleksander Opaliński                                | Aleksander Opaliński                                | Aleksander Opaliński                                | Aleksander Opaliński                                | Aleksander Opaliński                                |  |  |  |  |
|                                                                   |                                                                   |                                                                   |                                                                   |                                                                   |                                                                   |  |  |                                                |                                                |                                                |                                                |                                                |                                                |  |  | Katarzyna Opalińska Maciej Czarnkowski   | Katarzyna Opalińska Maciej Czarnkowski   | Katarzyna Opalińska Maciej Czarnkowski   | Katarzyna Opalińska Maciej Czarnkowski   | Katarzyna Opalińska Maciej Czarnkowski   | Katarzyna Opalińska Maciej Czarnkowski   |  |  | Anna Opalińska                                    | Anna Opalińska                                    | Anna Opalińska                                    | Anna Opalińska                                    | Anna Opalińska                                    | Anna Opalińska                                    |  |  |                                                                          |                                                                          |                                                                          |                                                                          |                                                                          |                                                                          |  |  |                                           |                                           |                                           |                                           |                                           |                                           |  |  |  |  | Piotr Opaliński                                  | Piotr Opaliński                                  | Piotr Opaliński                                  | Piotr Opaliński                                  | Piotr Opaliński                                  | Piotr Opaliński                                  |  |  |                                                      |                                                      |                                                      |                                                      |                                                      |                                                      |  |  | Aleksander Opaliński                                | Aleksander Opaliński                                | Aleksander Opaliński                                | Aleksander Opaliński                                | Aleksander Opaliński                                | Aleksander Opaliński                                |  |  |  |  |
|                                                                   |                                                                   |                                                                   |                                                                   |                                                                   |                                                                   |  |  |                                                |                                                |                                                |                                                |                                                |                                                |  |  |                                          |                                          |                                          |                                          |                                          |                                          |  |  |                                                   |                                                   |                                                   |                                                   |                                                   |                                                   |  |  | Łukasz Opaliński 1581-1654 Anna Pilecka Zofia Daniłowicz Elżbieta Firlej | Łukasz Opaliński 1581-1654 Anna Pilecka Zofia Daniłowicz Elżbieta Firlej | Łukasz Opaliński 1581-1654 Anna Pilecka Zofia Daniłowicz Elżbieta Firlej | Łukasz Opaliński 1581-1654 Anna Pilecka Zofia Daniłowicz Elżbieta Firlej | Łukasz Opaliński 1581-1654 Anna Pilecka Zofia Daniłowicz Elżbieta Firlej | Łukasz Opaliński 1581-1654 Anna Pilecka Zofia Daniłowicz Elżbieta Firlej |  |  | Konstancja Opalińska                      | Konstancja Opalińska                      | Konstancja Opalińska                      | Konstancja Opalińska                      | Konstancja Opalińska                      | Konstancja Opalińska                      |  |  |  |  |                                                  |                                                  |                                                  |                                                  |                                                  |                                                  |  |  | Ludwika Opalińska                                    | Ludwika Opalińska                                    | Ludwika Opalińska                                    | Ludwika Opalińska                                    | Ludwika Opalińska                                    | Ludwika Opalińska                                    |  |  |                                                     |                                                     |                                                     |                                                     |                                                     |                                                     |  |  |  |  |
|                                                                   |                                                                   |                                                                   |                                                                   |                                                                   |                                                                   |  |  |                                                |                                                |                                                |                                                |                                                |                                                |  |  |                                          |                                          |                                          |                                          |                                          |                                          |  |  |                                                   |                                                   |                                                   |                                                   |                                                   |                                                   |  |  | Łukasz Opaliński 1581-1654 Anna Pilecka Zofia Daniłowicz Elżbieta Firlej | Łukasz Opaliński 1581-1654 Anna Pilecka Zofia Daniłowicz Elżbieta Firlej | Łukasz Opaliński 1581-1654 Anna Pilecka Zofia Daniłowicz Elżbieta Firlej | Łukasz Opaliński 1581-1654 Anna Pilecka Zofia Daniłowicz Elżbieta Firlej | Łukasz Opaliński 1581-1654 Anna Pilecka Zofia Daniłowicz Elżbieta Firlej | Łukasz Opaliński 1581-1654 Anna Pilecka Zofia Daniłowicz Elżbieta Firlej |  |  | Konstancja Opalińska                      | Konstancja Opalińska                      | Konstancja Opalińska                      | Konstancja Opalińska                      | Konstancja Opalińska                      | Konstancja Opalińska                      |  |  |  |  |                                                  |                                                  |                                                  |                                                  |                                                  |                                                  |  |  | Ludwika Opalińska                                    | Ludwika Opalińska                                    | Ludwika Opalińska                                    | Ludwika Opalińska                                    | Ludwika Opalińska                                    | Ludwika Opalińska                                    |  |  |                                                     |                                                     |                                                     |                                                     |                                                     |                                                     |  |  |  |  |
|                                                                   |                                                                   |                                                                   |                                                                   |                                                                   |                                                                   |  |  |                                                |                                                |                                                |                                                |                                                |                                                |  |  | Anna Opalińska Feliks Niepracki          | Anna Opalińska Feliks Niepracki          | Anna Opalińska Feliks Niepracki          | Anna Opalińska Feliks Niepracki          | Anna Opalińska Feliks Niepracki          | Anna Opalińska Feliks Niepracki          |  |  |                                                   |                                                   |                                                   |                                                   |                                                   |                                                   |  |  |                                                                          |                                                                          |                                                                          |                                                                          |                                                                          |                                                                          |  |  |                                           |                                           |                                           |                                           |                                           |                                           |  |  |  |  |                                                  |                                                  |                                                  |                                                  |                                                  |                                                  |  |  |                                                      |                                                      |                                                      |                                                      |                                                      |                                                      |  |  | Józef Opaliński                                     | Józef Opaliński                                     | Józef Opaliński                                     | Józef Opaliński                                     | Józef Opaliński                                     | Józef Opaliński                                     |  |  |  |  |
|                                                                   |                                                                   |                                                                   |                                                                   |                                                                   |                                                                   |  |  |                                                |                                                |                                                |                                                |                                                |                                                |  |  | Anna Opalińska Feliks Niepracki          | Anna Opalińska Feliks Niepracki          | Anna Opalińska Feliks Niepracki          | Anna Opalińska Feliks Niepracki          | Anna Opalińska Feliks Niepracki          | Anna Opalińska Feliks Niepracki          |  |  |                                                   |                                                   |                                                   |                                                   |                                                   |                                                   |  |  |                                                                          |                                                                          |                                                                          |                                                                          |                                                                          |                                                                          |  |  |                                           |                                           |                                           |                                           |                                           |                                           |  |  |  |  |                                                  |                                                  |                                                  |                                                  |                                                  |                                                  |  |  |                                                      |                                                      |                                                      |                                                      |                                                      |                                                      |  |  | Józef Opaliński                                     | Józef Opaliński                                     | Józef Opaliński                                     | Józef Opaliński                                     | Józef Opaliński                                     | Józef Opaliński                                     |  |  |  |  |
| Piotr z Bnina Opaliński zmarł przed 1467 Małgorzata z Włoszakowic | Piotr z Bnina Opaliński zmarł przed 1467 Małgorzata z Włoszakowic | Piotr z Bnina Opaliński zmarł przed 1467 Małgorzata z Włoszakowic | Piotr z Bnina Opaliński zmarł przed 1467 Małgorzata z Włoszakowic | Piotr z Bnina Opaliński zmarł przed 1467 Małgorzata z Włoszakowic | Piotr z Bnina Opaliński zmarł przed 1467 Małgorzata z Włoszakowic |  |  |                                                |                                                |                                                |                                                |                                                |                                                |  |  |                                          |                                          |                                          |                                          |                                          |                                          |  |  |                                                   |                                                   |                                                   |                                                   |                                                   |                                                   |  |  |                                                                          |                                                                          |                                                                          |                                                                          |                                                                          |                                                                          |  |  | Katarzyna Opalińska                       | Katarzyna Opalińska                       | Katarzyna Opalińska                       | Katarzyna Opalińska                       | Katarzyna Opalińska                       | Katarzyna Opalińska                       |  |  |  |  |                                                  |                                                  |                                                  |                                                  |                                                  |                                                  |  |  |                                                      |                                                      |                                                      |                                                      |                                                      |                                                      |  |  |                                                     |                                                     |                                                     |                                                     |                                                     |                                                     |  |  |  |  |
| Piotr z Bnina Opaliński zmarł przed 1467 Małgorzata z Włoszakowic | Piotr z Bnina Opaliński zmarł przed 1467 Małgorzata z Włoszakowic | Piotr z Bnina Opaliński zmarł przed 1467 Małgorzata z Włoszakowic | Piotr z Bnina Opaliński zmarł przed 1467 Małgorzata z Włoszakowic | Piotr z Bnina Opaliński zmarł przed 1467 Małgorzata z Włoszakowic | Piotr z Bnina Opaliński zmarł przed 1467 Małgorzata z Włoszakowic |  |  |                                                |                                                |                                                |                                                |                                                |                                                |  |  |                                          |                                          |                                          |                                          |                                          |                                          |  |  |                                                   |                                                   |                                                   |                                                   |                                                   |                                                   |  |  |                                                                          |                                                                          |                                                                          |                                                                          |                                                                          |                                                                          |  |  | Katarzyna Opalińska                       | Katarzyna Opalińska                       | Katarzyna Opalińska                       | Katarzyna Opalińska                       | Katarzyna Opalińska                       | Katarzyna Opalińska                       |  |  |  |  |                                                  |                                                  |                                                  |                                                  |                                                  |                                                  |  |  |                                                      |                                                      |                                                      |                                                      |                                                      |                                                      |  |  |                                                     |                                                     |                                                     |                                                     |                                                     |                                                     |  |  |  |  |
|                                                                   |                                                                   |                                                                   |                                                                   |                                                                   |                                                                   |  |  |                                                |                                                |                                                |                                                |                                                |                                                |  |  | Magdalena Opalińska Krzysztof Zaremba    | Magdalena Opalińska Krzysztof Zaremba    | Magdalena Opalińska Krzysztof Zaremba    | Magdalena Opalińska Krzysztof Zaremba    | Magdalena Opalińska Krzysztof Zaremba    | Magdalena Opalińska Krzysztof Zaremba    |  |  |                                                   |                                                   |                                                   |                                                   |                                                   |                                                   |  |  |                                                                          |                                                                          |                                                                          |                                                                          |                                                                          |                                                                          |  |  |                                           |                                           |                                           |                                           |                                           |                                           |  |  |  |  | Aleksander Opaliński                             | Aleksander Opaliński                             | Aleksander Opaliński                             | Aleksander Opaliński                             | Aleksander Opaliński                             | Aleksander Opaliński                             |  |  | Jan Franciszek Opaliński                             | Jan Franciszek Opaliński                             | Jan Franciszek Opaliński                             | Jan Franciszek Opaliński                             | Jan Franciszek Opaliński                             | Jan Franciszek Opaliński                             |  |  | Karol Opaliński                                     | Karol Opaliński                                     | Karol Opaliński                                     | Karol Opaliński                                     | Karol Opaliński                                     | Karol Opaliński                                     |  |  |  |  |
|                                                                   |                                                                   |                                                                   |                                                                   |                                                                   |                                                                   |  |  |                                                |                                                |                                                |                                                |                                                |                                                |  |  | Magdalena Opalińska Krzysztof Zaremba    | Magdalena Opalińska Krzysztof Zaremba    | Magdalena Opalińska Krzysztof Zaremba    | Magdalena Opalińska Krzysztof Zaremba    | Magdalena Opalińska Krzysztof Zaremba    | Magdalena Opalińska Krzysztof Zaremba    |  |  |                                                   |                                                   |                                                   |                                                   |                                                   |                                                   |  |  |                                                                          |                                                                          |                                                                          |                                                                          |                                                                          |                                                                          |  |  |                                           |                                           |                                           |                                           |                                           |                                           |  |  |  |  | Aleksander Opaliński                             | Aleksander Opaliński                             | Aleksander Opaliński                             | Aleksander Opaliński                             | Aleksander Opaliński                             | Aleksander Opaliński                             |  |  | Jan Franciszek Opaliński                             | Jan Franciszek Opaliński                             | Jan Franciszek Opaliński                             | Jan Franciszek Opaliński                             | Jan Franciszek Opaliński                             | Jan Franciszek Opaliński                             |  |  | Karol Opaliński                                     | Karol Opaliński                                     | Karol Opaliński                                     | Karol Opaliński                                     | Karol Opaliński                                     | Karol Opaliński                                     |  |  |  |  |
|                                                                   |                                                                   |                                                                   |                                                                   |                                                                   |                                                                   |  |  | Jan Opaliński 1467-1489                        |                                                |                                                |                                                |                                                |                                                |  |  |                                          |                                          |                                          |                                          |                                          |                                          |  |  |                                                   |                                                   |                                                   |                                                   |                                                   |                                                   |  |  |                                                                          |                                                                          |                                                                          |                                                                          |                                                                          |                                                                          |  |  |                                           |                                           |                                           |                                           |                                           |                                           |  |  |  |  |                                                  |                                                  |                                                  |                                                  |                                                  |                                                  |  |  |                                                      |                                                      |                                                      |                                                      |                                                      |                                                      |  |  |                                                     |                                                     |                                                     |                                                     |                                                     |                                                     |  |  |  |  |
|                                                                   |                                                                   |                                                                   |                                                                   |                                                                   |                                                                   |  |  |                                                |                                                |                                                |                                                |                                                |                                                |  |  |                                          |                                          |                                          |                                          |                                          |                                          |  |  |                                                   |                                                   |                                                   |                                                   |                                                   |                                                   |  |  |                                                                          |                                                                          |                                                                          |                                                                          |                                                                          |                                                                          |  |  |                                           |                                           |                                           |                                           |                                           |                                           |  |  |  |  |                                                  |                                                  |                                                  |                                                  |                                                  |                                                  |  |  |                                                      |                                                      |                                                      |                                                      |                                                      |                                                      |  |  |                                                     |                                                     |                                                     |                                                     |                                                     |                                                     |  |  |  |  |
|                                                                   |                                                                   |                                                                   |                                                                   |                                                                   |                                                                   |  |  |                                                |                                                |                                                |                                                |                                                |                                                |  |  |                                          |                                          |                                          |                                          |                                          |                                          |  |  |                                                   |                                                   |                                                   |                                                   |                                                   |                                                   |  |  | Jan Opaliński 1546–1598 Barbara z Ostroroga Lwowska                      | Jan Opaliński 1546–1598 Barbara z Ostroroga Lwowska                      | Jan Opaliński 1546–1598 Barbara z Ostroroga Lwowska                      | Jan Opaliński 1546–1598 Barbara z Ostroroga Lwowska                      | Jan Opaliński 1546–1598 Barbara z Ostroroga Lwowska                      | Jan Opaliński 1546–1598 Barbara z Ostroroga Lwowska                      |  |  | Jan Opaliński 1581–1637 Urszula Potulicka | Jan Opaliński 1581–1637 Urszula Potulicka | Jan Opaliński 1581–1637 Urszula Potulicka | Jan Opaliński 1581–1637 Urszula Potulicka | Jan Opaliński 1581–1637 Urszula Potulicka | Jan Opaliński 1581–1637 Urszula Potulicka |  |  |  |  | Jan Konstanty Opaliński                          | Jan Konstanty Opaliński                          | Jan Konstanty Opaliński                          | Jan Konstanty Opaliński                          | Jan Konstanty Opaliński                          | Jan Konstanty Opaliński                          |  |  |                                                      |                                                      |                                                      |                                                      |                                                      |                                                      |  |  | Stanisław Opaliński                                 | Stanisław Opaliński                                 | Stanisław Opaliński                                 | Stanisław Opaliński                                 | Stanisław Opaliński                                 | Stanisław Opaliński                                 |  |  |  |  |
|                                                                   |                                                                   |                                                                   |                                                                   |                                                                   |                                                                   |  |  |                                                |                                                |                                                |                                                |                                                |                                                |  |  |                                          |                                          |                                          |                                          |                                          |                                          |  |  |                                                   |                                                   |                                                   |                                                   |                                                   |                                                   |  |  | Jan Opaliński 1546–1598 Barbara z Ostroroga Lwowska                      | Jan Opaliński 1546–1598 Barbara z Ostroroga Lwowska                      | Jan Opaliński 1546–1598 Barbara z Ostroroga Lwowska                      | Jan Opaliński 1546–1598 Barbara z Ostroroga Lwowska                      | Jan Opaliński 1546–1598 Barbara z Ostroroga Lwowska                      | Jan Opaliński 1546–1598 Barbara z Ostroroga Lwowska                      |  |  | Jan Opaliński 1581–1637 Urszula Potulicka | Jan Opaliński 1581–1637 Urszula Potulicka | Jan Opaliński 1581–1637 Urszula Potulicka | Jan Opaliński 1581–1637 Urszula Potulicka | Jan Opaliński 1581–1637 Urszula Potulicka | Jan Opaliński 1581–1637 Urszula Potulicka |  |  |  |  | Jan Konstanty Opaliński                          | Jan Konstanty Opaliński                          | Jan Konstanty Opaliński                          | Jan Konstanty Opaliński                          | Jan Konstanty Opaliński                          | Jan Konstanty Opaliński                          |  |  |                                                      |                                                      |                                                      |                                                      |                                                      |                                                      |  |  | Stanisław Opaliński                                 | Stanisław Opaliński                                 | Stanisław Opaliński                                 | Stanisław Opaliński                                 | Stanisław Opaliński                                 | Stanisław Opaliński                                 |  |  |  |  |
|                                                                   |                                                                   |                                                                   |                                                                   |                                                                   |                                                                   |  |  | Mikołaj z Opalenicy -1505 Barbara ze Zbąszynia | Mikołaj z Opalenicy -1505 Barbara ze Zbąszynia | Mikołaj z Opalenicy -1505 Barbara ze Zbąszynia | Mikołaj z Opalenicy -1505 Barbara ze Zbąszynia | Mikołaj z Opalenicy -1505 Barbara ze Zbąszynia | Mikołaj z Opalenicy -1505 Barbara ze Zbąszynia |  |  |                                          |                                          |                                          |                                          |                                          |                                          |  |  |                                                   |                                                   |                                                   |                                                   |                                                   |                                                   |  |  |                                                                          |                                                                          |                                                                          |                                                                          |                                                                          |                                                                          |  |  |                                           |                                           |                                           |                                           |                                           |                                           |  |  |  |  |                                                  |                                                  |                                                  |                                                  |                                                  |                                                  |  |  | Franciszek Antoni Opaliński                          | Franciszek Antoni Opaliński                          | Franciszek Antoni Opaliński                          | Franciszek Antoni Opaliński                          | Franciszek Antoni Opaliński                          | Franciszek Antoni Opaliński                          |  |  |                                                     |                                                     |                                                     |                                                     |                                                     |                                                     |  |  |  |  |
|                                                                   |                                                                   |                                                                   |                                                                   |                                                                   |                                                                   |  |  | Mikołaj z Opalenicy -1505 Barbara ze Zbąszynia | Mikołaj z Opalenicy -1505 Barbara ze Zbąszynia | Mikołaj z Opalenicy -1505 Barbara ze Zbąszynia | Mikołaj z Opalenicy -1505 Barbara ze Zbąszynia | Mikołaj z Opalenicy -1505 Barbara ze Zbąszynia | Mikołaj z Opalenicy -1505 Barbara ze Zbąszynia |  |  |                                          |                                          |                                          |                                          |                                          |                                          |  |  |                                                   |                                                   |                                                   |                                                   |                                                   |                                                   |  |  |                                                                          |                                                                          |                                                                          |                                                                          |                                                                          |                                                                          |  |  |                                           |                                           |                                           |                                           |                                           |                                           |  |  |  |  |                                                  |                                                  |                                                  |                                                  |                                                  |                                                  |  |  | Franciszek Antoni Opaliński                          | Franciszek Antoni Opaliński                          | Franciszek Antoni Opaliński                          | Franciszek Antoni Opaliński                          | Franciszek Antoni Opaliński                          | Franciszek Antoni Opaliński                          |  |  |                                                     |                                                     |                                                     |                                                     |                                                     |                                                     |  |  |  |  |
|                                                                   |                                                                   |                                                                   |                                                                   |                                                                   |                                                                   |  |  |                                                |                                                |                                                |                                                |                                                |                                                |  |  | Jan Opaliński                            | Jan Opaliński                            | Jan Opaliński                            | Jan Opaliński                            | Jan Opaliński                            | Jan Opaliński                            |  |  | Jan Opaliński                                     | Jan Opaliński                                     | Jan Opaliński                                     | Jan Opaliński                                     | Jan Opaliński                                     | Jan Opaliński                                     |  |  | Piotr Opaliński                                                          | Piotr Opaliński                                                          | Piotr Opaliński                                                          | Piotr Opaliński                                                          | Piotr Opaliński                                                          | Piotr Opaliński                                                          |  |  |                                           |                                           |                                           |                                           |                                           |                                           |  |  |  |  | Jan Leopold Opaliński 1634-1672                  | Jan Leopold Opaliński 1634-1672                  | Jan Leopold Opaliński 1634-1672                  | Jan Leopold Opaliński 1634-1672                  | Jan Leopold Opaliński 1634-1672                  | Jan Leopold Opaliński 1634-1672                  |  |  |                                                      |                                                      |                                                      |                                                      |                                                      |                                                      |  |  | Adam Opaliński                                      | Adam Opaliński                                      | Adam Opaliński                                      | Adam Opaliński                                      | Adam Opaliński                                      | Adam Opaliński                                      |  |  |  |  |
|                                                                   |                                                                   |                                                                   |                                                                   |                                                                   |                                                                   |  |  |                                                |                                                |                                                |                                                |                                                |                                                |  |  | Jan Opaliński                            | Jan Opaliński                            | Jan Opaliński                            | Jan Opaliński                            | Jan Opaliński                            | Jan Opaliński                            |  |  | Jan Opaliński                                     | Jan Opaliński                                     | Jan Opaliński                                     | Jan Opaliński                                     | Jan Opaliński                                     | Jan Opaliński                                     |  |  | Piotr Opaliński                                                          | Piotr Opaliński                                                          | Piotr Opaliński                                                          | Piotr Opaliński                                                          | Piotr Opaliński                                                          | Piotr Opaliński                                                          |  |  |                                           |                                           |                                           |                                           |                                           |                                           |  |  |  |  | Jan Leopold Opaliński 1634-1672                  | Jan Leopold Opaliński 1634-1672                  | Jan Leopold Opaliński 1634-1672                  | Jan Leopold Opaliński 1634-1672                  | Jan Leopold Opaliński 1634-1672                  | Jan Leopold Opaliński 1634-1672                  |  |  |                                                      |                                                      |                                                      |                                                      |                                                      |                                                      |  |  | Adam Opaliński                                      | Adam Opaliński                                      | Adam Opaliński                                      | Adam Opaliński                                      | Adam Opaliński                                      | Adam Opaliński                                      |  |  |  |  |
|                                                                   |                                                                   |                                                                   |                                                                   |                                                                   |                                                                   |  |  | Barbara Opalińska Marcin Poniecki              |                                                |                                                |                                                |                                                |                                                |  |  |                                          |                                          |                                          |                                          |                                          |                                          |  |  |                                                   |                                                   |                                                   |                                                   |                                                   |                                                   |  |  |                                                                          |                                                                          |                                                                          |                                                                          |                                                                          |                                                                          |  |  |                                           |                                           |                                           |                                           |                                           |                                           |  |  |  |  |                                                  |                                                  |                                                  |                                                  |                                                  |                                                  |  |  |                                                      |                                                      |                                                      |                                                      |                                                      |                                                      |  |  |                                                     |                                                     |                                                     |                                                     |                                                     |                                                     |  |  |  |  |
|                                                                   |                                                                   |                                                                   |                                                                   |                                                                   |                                                                   |  |  |                                                |                                                |                                                |                                                |                                                |                                                |  |  |                                          |                                          |                                          |                                          |                                          |                                          |  |  |                                                   |                                                   |                                                   |                                                   |                                                   |                                                   |  |  |                                                                          |                                                                          |                                                                          |                                                                          |                                                                          |                                                                          |  |  |                                           |                                           |                                           |                                           |                                           |                                           |  |  |  |  |                                                  |                                                  |                                                  |                                                  |                                                  |                                                  |  |  |                                                      |                                                      |                                                      |                                                      |                                                      |                                                      |  |  |                                                     |                                                     |                                                     |                                                     |                                                     |                                                     |  |  |  |  |
|                                                                   |                                                                   |                                                                   |                                                                   |                                                                   |                                                                   |  |  |                                                |                                                |                                                |                                                |                                                |                                                |  |  | Piotr Opaliński                          | Piotr Opaliński                          | Piotr Opaliński                          | Piotr Opaliński                          | Piotr Opaliński                          | Piotr Opaliński                          |  |  |                                                   |                                                   |                                                   |                                                   |                                                   |                                                   |  |  | Katarzyna Opalińska                                                      | Katarzyna Opalińska                                                      | Katarzyna Opalińska                                                      | Katarzyna Opalińska                                                      | Katarzyna Opalińska                                                      | Katarzyna Opalińska                                                      |  |  |                                           |                                           |                                           |                                           |                                           |                                           |  |  |  |  | Apolinara Opalińska                              | Apolinara Opalińska                              | Apolinara Opalińska                              | Apolinara Opalińska                              | Apolinara Opalińska                              | Apolinara Opalińska                              |  |  |                                                      |                                                      |                                                      |                                                      |                                                      |                                                      |  |  | Leon Wojciech Opaliński 1708-1775                   | Leon Wojciech Opaliński 1708-1775                   | Leon Wojciech Opaliński 1708-1775                   | Leon Wojciech Opaliński 1708-1775                   | Leon Wojciech Opaliński 1708-1775                   | Leon Wojciech Opaliński 1708-1775                   |  |  |  |  |
|                                                                   |                                                                   |                                                                   |                                                                   |                                                                   |                                                                   |  |  |                                                |                                                |                                                |                                                |                                                |                                                |  |  | Piotr Opaliński                          | Piotr Opaliński                          | Piotr Opaliński                          | Piotr Opaliński                          | Piotr Opaliński                          | Piotr Opaliński                          |  |  |                                                   |                                                   |                                                   |                                                   |                                                   |                                                   |  |  | Katarzyna Opalińska                                                      | Katarzyna Opalińska                                                      | Katarzyna Opalińska                                                      | Katarzyna Opalińska                                                      | Katarzyna Opalińska                                                      | Katarzyna Opalińska                                                      |  |  |                                           |                                           |                                           |                                           |                                           |                                           |  |  |  |  | Apolinara Opalińska                              | Apolinara Opalińska                              | Apolinara Opalińska                              | Apolinara Opalińska                              | Apolinara Opalińska                              | Apolinara Opalińska                              |  |  |                                                      |                                                      |                                                      |                                                      |                                                      |                                                      |  |  | Leon Wojciech Opaliński 1708-1775                   | Leon Wojciech Opaliński 1708-1775                   | Leon Wojciech Opaliński 1708-1775                   | Leon Wojciech Opaliński 1708-1775                   | Leon Wojciech Opaliński 1708-1775                   | Leon Wojciech Opaliński 1708-1775                   |  |  |  |  |
|                                                                   |                                                                   |                                                                   |                                                                   |                                                                   |                                                                   |  |  | Katarzyna Opalińska Wojciech Potulicki         | Katarzyna Opalińska Wojciech Potulicki         | Katarzyna Opalińska Wojciech Potulicki         | Katarzyna Opalińska Wojciech Potulicki         | Katarzyna Opalińska Wojciech Potulicki         | Katarzyna Opalińska Wojciech Potulicki         |  |  |                                          |                                          |                                          |                                          |                                          |                                          |  |  | Jadwiga Opalińska                                 | Jadwiga Opalińska                                 | Jadwiga Opalińska                                 | Jadwiga Opalińska                                 | Jadwiga Opalińska                                 | Jadwiga Opalińska                                 |  |  |                                                                          |                                                                          |                                                                          |                                                                          |                                                                          |                                                                          |  |  |                                           |                                           |                                           |                                           |                                           |                                           |  |  |  |  |                                                  |                                                  |                                                  |                                                  |                                                  |                                                  |  |  | Piotr Adam Opaliński                                 | Piotr Adam Opaliński                                 | Piotr Adam Opaliński                                 | Piotr Adam Opaliński                                 | Piotr Adam Opaliński                                 | Piotr Adam Opaliński                                 |  |  |                                                     |                                                     |                                                     |                                                     |                                                     |                                                     |  |  |  |  |
|                                                                   |                                                                   |                                                                   |                                                                   |                                                                   |                                                                   |  |  | Katarzyna Opalińska Wojciech Potulicki         | Katarzyna Opalińska Wojciech Potulicki         | Katarzyna Opalińska Wojciech Potulicki         | Katarzyna Opalińska Wojciech Potulicki         | Katarzyna Opalińska Wojciech Potulicki         | Katarzyna Opalińska Wojciech Potulicki         |  |  |                                          |                                          |                                          |                                          |                                          |                                          |  |  | Jadwiga Opalińska                                 | Jadwiga Opalińska                                 | Jadwiga Opalińska                                 | Jadwiga Opalińska                                 | Jadwiga Opalińska                                 | Jadwiga Opalińska                                 |  |  |                                                                          |                                                                          |                                                                          |                                                                          |                                                                          |                                                                          |  |  |                                           |                                           |                                           |                                           |                                           |                                           |  |  |  |  |                                                  |                                                  |                                                  |                                                  |                                                  |                                                  |  |  | Piotr Adam Opaliński                                 | Piotr Adam Opaliński                                 | Piotr Adam Opaliński                                 | Piotr Adam Opaliński                                 | Piotr Adam Opaliński                                 | Piotr Adam Opaliński                                 |  |  |                                                     |                                                     |                                                     |                                                     |                                                     |                                                     |  |  |  |  |
|                                                                   |                                                                   |                                                                   |                                                                   |                                                                   |                                                                   |  |  |                                                |                                                |                                                |                                                |                                                |                                                |  |  | Magdalena Opalińska                      | Magdalena Opalińska                      | Magdalena Opalińska                      | Magdalena Opalińska                      | Magdalena Opalińska                      | Magdalena Opalińska                      |  |  |                                                   |                                                   |                                                   |                                                   |                                                   |                                                   |  |  | Anna Opalińska                                                           | Anna Opalińska                                                           | Anna Opalińska                                                           | Anna Opalińska                                                           | Anna Opalińska                                                           | Anna Opalińska                                                           |  |  |                                           |                                           |                                           |                                           |                                           |                                           |  |  |  |  | Urszula Opalińska                                | Urszula Opalińska                                | Urszula Opalińska                                | Urszula Opalińska                                | Urszula Opalińska                                | Urszula Opalińska                                |  |  |                                                      |                                                      |                                                      |                                                      |                                                      |                                                      |  |  |                                                     |                                                     |                                                     |                                                     |                                                     |                                                     |  |  |  |  |
|                                                                   |                                                                   |                                                                   |                                                                   |                                                                   |                                                                   |  |  |                                                |                                                |                                                |                                                |                                                |                                                |  |  | Magdalena Opalińska                      | Magdalena Opalińska                      | Magdalena Opalińska                      | Magdalena Opalińska                      | Magdalena Opalińska                      | Magdalena Opalińska                      |  |  |                                                   |                                                   |                                                   |                                                   |                                                   |                                                   |  |  | Anna Opalińska                                                           | Anna Opalińska                                                           | Anna Opalińska                                                           | Anna Opalińska                                                           | Anna Opalińska                                                           | Anna Opalińska                                                           |  |  |                                           |                                           |                                           |                                           |                                           |                                           |  |  |  |  | Urszula Opalińska                                | Urszula Opalińska                                | Urszula Opalińska                                | Urszula Opalińska                                | Urszula Opalińska                                | Urszula Opalińska                                |  |  |                                                      |                                                      |                                                      |                                                      |                                                      |                                                      |  |  |                                                     |                                                     |                                                     |                                                     |                                                     |                                                     |  |  |  |  |
|                                                                   |                                                                   |                                                                   |                                                                   |                                                                   |                                                                   |  |  | Małgorzata Opalińska Jan Thader                | Małgorzata Opalińska Jan Thader                | Małgorzata Opalińska Jan Thader                | Małgorzata Opalińska Jan Thader                | Małgorzata Opalińska Jan Thader                | Małgorzata Opalińska Jan Thader                |  |  |                                          |                                          |                                          |                                          |                                          |                                          |  |  |                                                   |                                                   |                                                   |                                                   |                                                   |                                                   |  |  |                                                                          |                                                                          |                                                                          |                                                                          |                                                                          |                                                                          |  |  |                                           |                                           |                                           |                                           |                                           |                                           |  |  |  |  |                                                  |                                                  |                                                  |                                                  |                                                  |                                                  |  |  | Jan Karol Opaliński 1642-1695 Zofia Anna Czarnkowska | Jan Karol Opaliński 1642-1695 Zofia Anna Czarnkowska | Jan Karol Opaliński 1642-1695 Zofia Anna Czarnkowska | Jan Karol Opaliński 1642-1695 Zofia Anna Czarnkowska | Jan Karol Opaliński 1642-1695 Zofia Anna Czarnkowska | Jan Karol Opaliński 1642-1695 Zofia Anna Czarnkowska |  |  | Katarzyna Opalińska 1680-1747 Stanisław Leszczyński | Katarzyna Opalińska 1680-1747 Stanisław Leszczyński | Katarzyna Opalińska 1680-1747 Stanisław Leszczyński | Katarzyna Opalińska 1680-1747 Stanisław Leszczyński | Katarzyna Opalińska 1680-1747 Stanisław Leszczyński | Katarzyna Opalińska 1680-1747 Stanisław Leszczyński |  |  |  |  |
|                                                                   |                                                                   |                                                                   |                                                                   |                                                                   |                                                                   |  |  | Małgorzata Opalińska Jan Thader                | Małgorzata Opalińska Jan Thader                | Małgorzata Opalińska Jan Thader                | Małgorzata Opalińska Jan Thader                | Małgorzata Opalińska Jan Thader                | Małgorzata Opalińska Jan Thader                |  |  |                                          |                                          |                                          |                                          |                                          |                                          |  |  |                                                   |                                                   |                                                   |                                                   |                                                   |                                                   |  |  |                                                                          |                                                                          |                                                                          |                                                                          |                                                                          |                                                                          |  |  |                                           |                                           |                                           |                                           |                                           |                                           |  |  |  |  |                                                  |                                                  |                                                  |                                                  |                                                  |                                                  |  |  | Jan Karol Opaliński 1642-1695 Zofia Anna Czarnkowska | Jan Karol Opaliński 1642-1695 Zofia Anna Czarnkowska | Jan Karol Opaliński 1642-1695 Zofia Anna Czarnkowska | Jan Karol Opaliński 1642-1695 Zofia Anna Czarnkowska | Jan Karol Opaliński 1642-1695 Zofia Anna Czarnkowska | Jan Karol Opaliński 1642-1695 Zofia Anna Czarnkowska |  |  | Katarzyna Opalińska 1680-1747 Stanisław Leszczyński | Katarzyna Opalińska 1680-1747 Stanisław Leszczyński | Katarzyna Opalińska 1680-1747 Stanisław Leszczyński | Katarzyna Opalińska 1680-1747 Stanisław Leszczyński | Katarzyna Opalińska 1680-1747 Stanisław Leszczyński | Katarzyna Opalińska 1680-1747 Stanisław Leszczyński |  |  |  |  |
|                                                                   |                                                                   |                                                                   |                                                                   |                                                                   |                                                                   |  |  |                                                |                                                |                                                |                                                |                                                |                                                |  |  | Anna Opalińska                           | Anna Opalińska                           | Anna Opalińska                           | Anna Opalińska                           | Anna Opalińska                           | Anna Opalińska                           |  |  |                                                   |                                                   |                                                   |                                                   |                                                   |                                                   |  |  | Barbara Opalińska                                                        | Barbara Opalińska                                                        | Barbara Opalińska                                                        | Barbara Opalińska                                                        | Barbara Opalińska                                                        | Barbara Opalińska                                                        |  |  |                                           |                                           |                                           |                                           |                                           |                                           |  |  |  |  | Wiktoria Opalińska                               | Wiktoria Opalińska                               | Wiktoria Opalińska                               | Wiktoria Opalińska                               | Wiktoria Opalińska                               | Wiktoria Opalińska                               |  |  |                                                      |                                                      |                                                      |                                                      |                                                      |                                                      |  |  |                                                     |                                                     |                                                     |                                                     |                                                     |                                                     |  |  |  |  |
|                                                                   |                                                                   |                                                                   |                                                                   |                                                                   |                                                                   |  |  |                                                |                                                |                                                |                                                |                                                |                                                |  |  | Anna Opalińska                           | Anna Opalińska                           | Anna Opalińska                           | Anna Opalińska                           | Anna Opalińska                           | Anna Opalińska                           |  |  |                                                   |                                                   |                                                   |                                                   |                                                   |                                                   |  |  | Barbara Opalińska                                                        | Barbara Opalińska                                                        | Barbara Opalińska                                                        | Barbara Opalińska                                                        | Barbara Opalińska                                                        | Barbara Opalińska                                                        |  |  |                                           |                                           |                                           |                                           |                                           |                                           |  |  |  |  | Wiktoria Opalińska                               | Wiktoria Opalińska                               | Wiktoria Opalińska                               | Wiktoria Opalińska                               | Wiktoria Opalińska                               | Wiktoria Opalińska                               |  |  |                                                      |                                                      |                                                      |                                                      |                                                      |                                                      |  |  |                                                     |                                                     |                                                     |                                                     |                                                     |                                                     |  |  |  |  |
|                                                                   |                                                                   |                                                                   |                                                                   |                                                                   |                                                                   |  |  | Zofia Opalińska Marcin Zbąski Jan Turek Łącki  | Zofia Opalińska Marcin Zbąski Jan Turek Łącki  | Zofia Opalińska Marcin Zbąski Jan Turek Łącki  | Zofia Opalińska Marcin Zbąski Jan Turek Łącki  | Zofia Opalińska Marcin Zbąski Jan Turek Łącki  | Zofia Opalińska Marcin Zbąski Jan Turek Łącki  |  |  |                                          |                                          |                                          |                                          |                                          |                                          |  |  |                                                   |                                                   |                                                   |                                                   |                                                   |                                                   |  |  |                                                                          |                                                                          |                                                                          |                                                                          |                                                                          |                                                                          |  |  | Piotr Opaliński 1586–1624 Zofia Kostka    | Piotr Opaliński 1586–1624 Zofia Kostka    | Piotr Opaliński 1586–1624 Zofia Kostka    | Piotr Opaliński 1586–1624 Zofia Kostka    | Piotr Opaliński 1586–1624 Zofia Kostka    | Piotr Opaliński 1586–1624 Zofia Kostka    |  |  |  |  |                                                  |                                                  |                                                  |                                                  |                                                  |                                                  |  |  | Zofia Krystyna Opalińska                             | Zofia Krystyna Opalińska                             | Zofia Krystyna Opalińska                             | Zofia Krystyna Opalińska                             | Zofia Krystyna Opalińska                             | Zofia Krystyna Opalińska                             |  |  |                                                     |                                                     |                                                     |                                                     |                                                     |                                                     |  |  |  |  |
|                                                                   |                                                                   |                                                                   |                                                                   |                                                                   |                                                                   |  |  | Zofia Opalińska Marcin Zbąski Jan Turek Łącki  | Zofia Opalińska Marcin Zbąski Jan Turek Łącki  | Zofia Opalińska Marcin Zbąski Jan Turek Łącki  | Zofia Opalińska Marcin Zbąski Jan Turek Łącki  | Zofia Opalińska Marcin Zbąski Jan Turek Łącki  | Zofia Opalińska Marcin Zbąski Jan Turek Łącki  |  |  |                                          |                                          |                                          |                                          |                                          |                                          |  |  |                                                   |                                                   |                                                   |                                                   |                                                   |                                                   |  |  |                                                                          |                                                                          |                                                                          |                                                                          |                                                                          |                                                                          |  |  | Piotr Opaliński 1586–1624 Zofia Kostka    | Piotr Opaliński 1586–1624 Zofia Kostka    | Piotr Opaliński 1586–1624 Zofia Kostka    | Piotr Opaliński 1586–1624 Zofia Kostka    | Piotr Opaliński 1586–1624 Zofia Kostka    | Piotr Opaliński 1586–1624 Zofia Kostka    |  |  |  |  |                                                  |                                                  |                                                  |                                                  |                                                  |                                                  |  |  | Zofia Krystyna Opalińska                             | Zofia Krystyna Opalińska                             | Zofia Krystyna Opalińska                             | Zofia Krystyna Opalińska                             | Zofia Krystyna Opalińska                             | Zofia Krystyna Opalińska                             |  |  |                                                     |                                                     |                                                     |                                                     |                                                     |                                                     |  |  |  |  |
|                                                                   |                                                                   |                                                                   |                                                                   |                                                                   |                                                                   |  |  |                                                |                                                |                                                |                                                |                                                |                                                |  |  |                                          |                                          |                                          |                                          |                                          |                                          |  |  |                                                   |                                                   |                                                   |                                                   |                                                   |                                                   |  |  | Dorota Opalińska                                                         |                                                                          |                                                                          |                                                                          |                                                                          |                                                                          |  |  |                                           |                                           |                                           |                                           |                                           |                                           |  |  |  |  |                                                  |                                                  |                                                  |                                                  |                                                  |                                                  |  |  |                                                      |                                                      |                                                      |                                                      |                                                      |                                                      |  |  |                                                     |                                                     |                                                     |                                                     |                                                     |                                                     |  |  |  |  |
|                                                                   |                                                                   |                                                                   |                                                                   |                                                                   |                                                                   |  |  |                                                |                                                |                                                |                                                |                                                |                                                |  |  |                                          |                                          |                                          |                                          |                                          |                                          |  |  |                                                   |                                                   |                                                   |                                                   |                                                   |                                                   |  |  |                                                                          |                                                                          |                                                                          |                                                                          |                                                                          |                                                                          |  |  |                                           |                                           |                                           |                                           |                                           |                                           |  |  |  |  |                                                  |                                                  |                                                  |                                                  |                                                  |                                                  |  |  |                                                      |                                                      |                                                      |                                                      |                                                      |                                                      |  |  |                                                     |                                                     |                                                     |                                                     |                                                     |                                                     |  |  |  |  |
|                                                                   |                                                                   |                                                                   |                                                                   |                                                                   |                                                                   |  |  |                                                |                                                |                                                |                                                |                                                |                                                |  |  |                                          |                                          |                                          |                                          |                                          |                                          |  |  |                                                   |                                                   |                                                   |                                                   |                                                   |                                                   |  |  |                                                                          |                                                                          |                                                                          |                                                                          |                                                                          |                                                                          |  |  | Anna Opalińska                            | Anna Opalińska                            | Anna Opalińska                            | Anna Opalińska                            | Anna Opalińska                            | Anna Opalińska                            |  |  |  |  | Krzysztof Opaliński 1611-1655 Teresa Czarnkowska | Krzysztof Opaliński 1611-1655 Teresa Czarnkowska | Krzysztof Opaliński 1611-1655 Teresa Czarnkowska | Krzysztof Opaliński 1611-1655 Teresa Czarnkowska | Krzysztof Opaliński 1611-1655 Teresa Czarnkowska | Krzysztof Opaliński 1611-1655 Teresa Czarnkowska |  |  | Teresa Konstancja Opalińska                          | Teresa Konstancja Opalińska                          | Teresa Konstancja Opalińska                          | Teresa Konstancja Opalińska                          | Teresa Konstancja Opalińska                          | Teresa Konstancja Opalińska                          |  |  |                                                     |                                                     |                                                     |                                                     |                                                     |                                                     |  |  |  |  |
|                                                                   |                                                                   |                                                                   |                                                                   |                                                                   |                                                                   |  |  |                                                |                                                |                                                |                                                |                                                |                                                |  |  |                                          |                                          |                                          |                                          |                                          |                                          |  |  |                                                   |                                                   |                                                   |                                                   |                                                   |                                                   |  |  |                                                                          |                                                                          |                                                                          |                                                                          |                                                                          |                                                                          |  |  | Anna Opalińska                            | Anna Opalińska                            | Anna Opalińska                            | Anna Opalińska                            | Anna Opalińska                            | Anna Opalińska                            |  |  |  |  | Krzysztof Opaliński 1611-1655 Teresa Czarnkowska | Krzysztof Opaliński 1611-1655 Teresa Czarnkowska | Krzysztof Opaliński 1611-1655 Teresa Czarnkowska | Krzysztof Opaliński 1611-1655 Teresa Czarnkowska | Krzysztof Opaliński 1611-1655 Teresa Czarnkowska | Krzysztof Opaliński 1611-1655 Teresa Czarnkowska |  |  | Teresa Konstancja Opalińska                          | Teresa Konstancja Opalińska                          | Teresa Konstancja Opalińska                          | Teresa Konstancja Opalińska                          | Teresa Konstancja Opalińska                          | Teresa Konstancja Opalińska                          |  |  |                                                     |                                                     |                                                     |                                                     |                                                     |                                                     |  |  |  |  |
|                                                                   |                                                                   |                                                                   |                                                                   |                                                                   |                                                                   |  |  |                                                |                                                |                                                |                                                |                                                |                                                |  |  |                                          |                                          |                                          |                                          |                                          |                                          |  |  |                                                   |                                                   |                                                   |                                                   |                                                   |                                                   |  |  |                                                                          |                                                                          |                                                                          |                                                                          |                                                                          |                                                                          |  |  |                                           |                                           |                                           |                                           |                                           |                                           |  |  |  |  |                                                  |                                                  |                                                  |                                                  |                                                  |                                                  |  |  |                                                      |                                                      |                                                      |                                                      |                                                      |                                                      |  |  |                                                     |                                                     |                                                     |                                                     |                                                     |                                                     |  |  |  |  |
|                                                                   |                                                                   |                                                                   |                                                                   |                                                                   |                                                                   |  |  |                                                |                                                |                                                |                                                |                                                |                                                |  |  |                                          |                                          |                                          |                                          |                                          |                                          |  |  |                                                   |                                                   |                                                   |                                                   |                                                   |                                                   |  |  |                                                                          |                                                                          |                                                                          |                                                                          |                                                                          |                                                                          |  |  | Zofia Opalińska                           | Zofia Opalińska                           | Zofia Opalińska                           | Zofia Opalińska                           | Zofia Opalińska                           | Zofia Opalińska                           |  |  |  |  |                                                  |                                                  |                                                  |                                                  |                                                  |                                                  |  |  | Ludwika Maria Opalińska                              | Ludwika Maria Opalińska                              | Ludwika Maria Opalińska                              | Ludwika Maria Opalińska                              | Ludwika Maria Opalińska                              | Ludwika Maria Opalińska                              |  |  |                                                     |                                                     |                                                     |                                                     |                                                     |                                                     |  |  |  |  |
|                                                                   |                                                                   |                                                                   |                                                                   |                                                                   |                                                                   |  |  |                                                |                                                |                                                |                                                |                                                |                                                |  |  |                                          |                                          |                                          |                                          |                                          |                                          |  |  |                                                   |                                                   |                                                   |                                                   |                                                   |                                                   |  |  |                                                                          |                                                                          |                                                                          |                                                                          |                                                                          |                                                                          |  |  | Zofia Opalińska                           | Zofia Opalińska                           | Zofia Opalińska                           | Zofia Opalińska                           | Zofia Opalińska                           | Zofia Opalińska                           |  |  |  |  |                                                  |                                                  |                                                  |                                                  |                                                  |                                                  |  |  | Ludwika Maria Opalińska                              | Ludwika Maria Opalińska                              | Ludwika Maria Opalińska                              | Ludwika Maria Opalińska                              | Ludwika Maria Opalińska                              | Ludwika Maria Opalińska                              |  |  |                                                     |                                                     |                                                     |                                                     |                                                     |                                                     |  |  |  |  |
|                                                                   |                                                                   |                                                                   |                                                                   |                                                                   |                                                                   |  |  |                                                |                                                |                                                |                                                |                                                |                                                |  |  |                                          |                                          |                                          |                                          |                                          |                                          |  |  |                                                   |                                                   |                                                   |                                                   |                                                   |                                                   |  |  |                                                                          |                                                                          |                                                                          |                                                                          |                                                                          |                                                                          |  |  |                                           |                                           |                                           |                                           |                                           |                                           |  |  |  |  |                                                  |                                                  |                                                  |                                                  |                                                  |                                                  |  |  |                                                      |                                                      |                                                      |                                                      |                                                      |                                                      |  |  |                                                     |                                                     |                                                     |                                                     |                                                     |                                                     |  |  |  |  |
|                                                                   |                                                                   |                                                                   |                                                                   |                                                                   |                                                                   |  |  |                                                |                                                |                                                |                                                |                                                |                                                |  |  |                                          |                                          |                                          |                                          |                                          |                                          |  |  |                                                   |                                                   |                                                   |                                                   |                                                   |                                                   |  |  |                                                                          |                                                                          |                                                                          |                                                                          |                                                                          |                                                                          |  |  |                                           |                                           |                                           |                                           |                                           |                                           |  |  |  |  |                                                  |                                                  |                                                  |                                                  |                                                  |                                                  |  |  | Franciszka Teodora Opalińska                         | Franciszka Teodora Opalińska                         | Franciszka Teodora Opalińska                         | Franciszka Teodora Opalińska                         | Franciszka Teodora Opalińska                         | Franciszka Teodora Opalińska                         |  |  | Jan Opaliński                                       | Jan Opaliński                                       | Jan Opaliński                                       | Jan Opaliński                                       | Jan Opaliński                                       | Jan Opaliński                                       |  |  |  |  |
|                                                                   |                                                                   |                                                                   |                                                                   |                                                                   |                                                                   |  |  |                                                |                                                |                                                |                                                |                                                |                                                |  |  |                                          |                                          |                                          |                                          |                                          |                                          |  |  |                                                   |                                                   |                                                   |                                                   |                                                   |                                                   |  |  |                                                                          |                                                                          |                                                                          |                                                                          |                                                                          |                                                                          |  |  |                                           |                                           |                                           |                                           |                                           |                                           |  |  |  |  |                                                  |                                                  |                                                  |                                                  |                                                  |                                                  |  |  | Franciszka Teodora Opalińska                         | Franciszka Teodora Opalińska                         | Franciszka Teodora Opalińska                         | Franciszka Teodora Opalińska                         | Franciszka Teodora Opalińska                         | Franciszka Teodora Opalińska                         |  |  | Jan Opaliński                                       | Jan Opaliński                                       | Jan Opaliński                                       | Jan Opaliński                                       | Jan Opaliński                                       | Jan Opaliński                                       |  |  |  |  |
|                                                                   |                                                                   |                                                                   |                                                                   |                                                                   |                                                                   |  |  |                                                |                                                |                                                |                                                |                                                |                                                |  |  |                                          |                                          |                                          |                                          |                                          |                                          |  |  |                                                   |                                                   |                                                   |                                                   |                                                   |                                                   |  |  |                                                                          |                                                                          |                                                                          |                                                                          |                                                                          |                                                                          |  |  |                                           |                                           |                                           |                                           |                                           |                                           |  |  |  |  | Łukasz Opaliński 1612-1666 Izabela Tęczyńska     |                                                  |                                                  |                                                  |                                                  |                                                  |  |  |                                                      |                                                      |                                                      |                                                      |                                                      |                                                      |  |  |                                                     |                                                     |                                                     |                                                     |                                                     |                                                     |  |  |  |  |
|                                                                   |                                                                   |                                                                   |                                                                   |                                                                   |                                                                   |  |  |                                                |                                                |                                                |                                                |                                                |                                                |  |  |                                          |                                          |                                          |                                          |                                          |                                          |  |  |                                                   |                                                   |                                                   |                                                   |                                                   |                                                   |  |  |                                                                          |                                                                          |                                                                          |                                                                          |                                                                          |                                                                          |  |  |                                           |                                           |                                           |                                           |                                           |                                           |  |  |  |  |                                                  |                                                  |                                                  |                                                  |                                                  |                                                  |  |  |                                                      |                                                      |                                                      |                                                      |                                                      |                                                      |  |  |                                                     |                                                     |                                                     |                                                     |                                                     |                                                     |  |  |  |  |
|                                                                   |                                                                   |                                                                   |                                                                   |                                                                   |                                                                   |  |  |                                                |                                                |                                                |                                                |                                                |                                                |  |  |                                          |                                          |                                          |                                          |                                          |                                          |  |  |                                                   |                                                   |                                                   |                                                   |                                                   |                                                   |  |  |                                                                          |                                                                          |                                                                          |                                                                          |                                                                          |                                                                          |  |  |                                           |                                           |                                           |                                           |                                           |                                           |  |  |  |  |                                                  |                                                  |                                                  |                                                  |                                                  |                                                  |  |  |                                                      |                                                      |                                                      |                                                      |                                                      |                                                      |  |  | Stanisław Opaliński                                 |                                                     |                                                     |                                                     |                                                     |                                                     |  |  |  |  |
|                                                                   |                                                                   |                                                                   |                                                                   |                                                                   |                                                                   |  |  |                                                |                                                |                                                |                                                |                                                |                                                |  |  |                                          |                                          |                                          |                                          |                                          |                                          |  |  |                                                   |                                                   |                                                   |                                                   |                                                   |                                                   |  |  |                                                                          |                                                                          |                                                                          |                                                                          |                                                                          |                                                                          |  |  |                                           |                                           |                                           |                                           |                                           |                                           |  |  |  |  |                                                  |                                                  |                                                  |                                                  |                                                  |                                                  |  |  |                                                      |                                                      |                                                      |                                                      |                                                      |                                                      |  |  |                                                     |                                                     |                                                     |                                                     |                                                     |                                                     |  |  |  |  |
|                                                                   |                                                                   |                                                                   |                                                                   |                                                                   |                                                                   |  |  |                                                |                                                |                                                |                                                |                                                |                                                |  |  |                                          |                                          |                                          |                                          |                                          |                                          |  |  |                                                   |                                                   |                                                   |                                                   |                                                   |                                                   |  |  |                                                                          |                                                                          |                                                                          |                                                                          |                                                                          |                                                                          |  |  |                                           |                                           |                                           |                                           |                                           |                                           |  |  |  |  | Zofia Ludwika Opalińska                          |                                                  |                                                  |                                                  |                                                  |                                                  |  |  |                                                      |                                                      |                                                      |                                                      |                                                      |                                                      |  |  |                                                     |                                                     |                                                     |                                                     |                                                     |                                                     |  |  |  |  |
|                                                                   |                                                                   |                                                                   |                                                                   |                                                                   |                                                                   |  |  |                                                |                                                |                                                |                                                |                                                |                                                |  |  |                                          |                                          |                                          |                                          |                                          |                                          |  |  |                                                   |                                                   |                                                   |                                                   |                                                   |                                                   |  |  |                                                                          |                                                                          |                                                                          |                                                                          |                                                                          |                                                                          |  |  |                                           |                                           |                                           |                                           |                                           |                                           |  |  |  |  |                                                  |                                                  |                                                  |                                                  |                                                  |                                                  |  |  |                                                      |                                                      |                                                      |                                                      |                                                      |                                                      |  |  |                                                     |                                                     |                                                     |                                                     |                                                     |                                                     |  |  |  |  |
|                                                                   |                                                                   |                                                                   |                                                                   |                                                                   |                                                                   |  |  |                                                |                                                |                                                |                                                |                                                |                                                |  |  |                                          |                                          |                                          |                                          |                                          |                                          |  |  |                                                   |                                                   |                                                   |                                                   |                                                   |                                                   |  |  |                                                                          |                                                                          |                                                                          |                                                                          |                                                                          |                                                                          |  |  |                                           |                                           |                                           |                                           |                                           |                                           |  |  |  |  |                                                  |                                                  |                                                  |                                                  |                                                  |                                                  |  |  |                                                      |                                                      |                                                      |                                                      |                                                      |                                                      |  |  | Zofia Opalińska                                     |                                                     |                                                     |                                                     |                                                     |                                                     |  |  |  |  |
|                                                                   |                                                                   |                                                                   |                                                                   |                                                                   |                                                                   |  |  |                                                |                                                |                                                |                                                |                                                |                                                |  |  |                                          |                                          |                                          |                                          |                                          |                                          |  |  |                                                   |                                                   |                                                   |                                                   |                                                   |                                                   |  |  |                                                                          |                                                                          |                                                                          |                                                                          |                                                                          |                                                                          |  |  |                                           |                                           |                                           |                                           |                                           |                                           |  |  |  |  |                                                  |                                                  |                                                  |                                                  |                                                  |                                                  |  |  |                                                      |                                                      |                                                      |                                                      |                                                      |                                                      |  |  |                                                     |                                                     |                                                     |                                                     |                                                     |                                                     |  |  |  |  |
|                                                                   |                                                                   |                                                                   |                                                                   |                                                                   |                                                                   |  |  |                                                |                                                |                                                |                                                |                                                |                                                |  |  |                                          |                                          |                                          |                                          |                                          |                                          |  |  |                                                   |                                                   |                                                   |                                                   |                                                   |                                                   |  |  |                                                                          |                                                                          |                                                                          |                                                                          |                                                                          |                                                                          |  |  |                                           |                                           |                                           |                                           |                                           |                                           |  |  |  |  | Anna Beata Opalińska                             |                                                  |                                                  |                                                  |                                                  |                                                  |  |  |                                                      |                                                      |                                                      |                                                      |                                                      |                                                      |  |  |                                                     |                                                     |                                                     |                                                     |                                                     |                                                     |  |  |  |  |
|                                                                   |                                                                   |                                                                   |                                                                   |                                                                   |                                                                   |  |  |                                                |                                                |                                                |                                                |                                                |                                                |  |  |                                          |                                          |                                          |                                          |                                          |                                          |  |  |                                                   |                                                   |                                                   |                                                   |                                                   |                                                   |  |  |                                                                          |                                                                          |                                                                          |                                                                          |                                                                          |                                                                          |  |  |                                           |                                           |                                           |                                           |                                           |                                           |  |  |  |  |                                                  |                                                  |                                                  |                                                  |                                                  |                                                  |  |  |                                                      |                                                      |                                                      |                                                      |                                                      |                                                      |  |  |                                                     |                                                     |                                                     |                                                     |                                                     |                                                     |  |  |  |  |